# Ramat Jisra'el

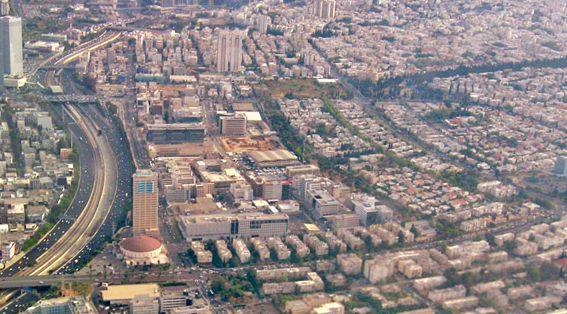
Letecký pohled na čtvrť Bicaron (vlevo) a Ramat Jisra'el (vpravo), zcela vlevo Ajalonská dálnice

Ramat Jisra'el (hebrejsky: רמת ישראל, doslova Jisra'elova výšina) je čtvrť ve východní části Tel Avivu v Izraeli. Je součástí správního obvodu Rova 9 a samosprávné jednotky Rova Mizrach.

## Geografie
Leží na východním okraji Tel Avivu, cca 3,5 kilometru od pobřeží Středozemního moře, v nadmořské výšce okolo 30 metrů. Na severu s ní sousedí čtvrť Nachlat Jicchak, na východě plynule přechází do katastru města Giv'atajim, na jihu je to čtvrť Tel Chajim a na západě Bicaron. Dál na západě pak vede takzvaná Ajalonská dálnice (dálnice číslo 20), která je trasována společně s železniční tratí a tokem Nachal Ajalon a tvoří hlavní severojižní dopravní koridor aglomerace Tel Avivu.

## Popis čtvrti
Plocha čtvrti je vymezena na severu a východě ulicí Derech ha-Šalom, na jihu ulicí Derech ha-Gvura a na západě třídou Derech Moše Dajan. Zástavba má charakter husté městské blokové výstavby. V roce 2007 tu žilo 1794 lidí.  Pojmenována je podle izraelského politika a bývalého starosty Tel Avivu, Jisra'ele Rokacha.